# Rosa Krauze
Rosa Krauze Pacht (Vishkof, Polonia, 3 de mayo de 1923-Ciudad de México, 23 de septiembre de 2003) fue una filósofa mexicana.

## Biografía
Nacida en Vishkof, una ciudad rural de Polonia, en 1923, llegó a México con su familia en febrero de 1930, nacionalizándose mexicana años después.
Rosa Krauze estudió en el Antiguo Colegio de San Ildefonso, posteriormente asistió a la Casa de los Mascarones, sede de la Escuela de Altos Estudios, hoy en día, Facultad de Filosofía y Letras de la Universidad Nacional Autónoma de México (UNAM) 
Doctora en Filosofía, profesora emérita de la máxima casa de estudios, donde dedicó más de 40 años a la docencia e investigación en su área. Recopiló y editó la obra de Antonio Caso. Fue distinguida como profesora emérita de la UNAM.
Rosa Krauze se casó con el médico Luis Kolteniuk Talesnik, ruso también de origen judío. Tuvieron tres hijos: Bertha, Ethel y Miguel.

## Obra

### Libros

#### La filosofía de Antonio Caso
Esta obra realiza un estudio sobre la filosofía de Antonio Caso, con una semblanza de caso como hombre, maestro y filósofo. La obra contó con la participación de Concepción Caso (hija de Antonio Caso), con sus seis álbumes que había organizado con recortes de periódico y papeles personales de Caso, y un boletín biográfico de Jesús Castañón, que fue publicado por la Secretaría de Hacienda en 1956.
"Esta obra no es un trabajo crítico. Se inicia con un panorama histórico reconstruido sobre testimonios de historiadores principales del porfirismo y del positivismo con textos de Barreda, Justo Sierra, Ezequiel A. Chávez y Porfirio Parra, y aun en los recuerdos de los propios ateneístas: Caso, Vasconcelos, Alfonso Reyes y Pedro Enríquez Ureña."
Los capítulos posteriores ofrecen una semblanza de Antonio caso como: El hombre, El maestro, el filósofo:
- El hombre: ofrece una breve biografía recolectada con información de Concepción Caso y Alfonso Caso.
- El maestro: está formado principalmente de recuerdos de Rosa Krauze.
- El filósofo: pretende comparar su vida con su pensamiento.

Inmediatamente después se analiza sus primeras influencias filosóficas y sus primeros problemas, donde el primero fue criticar el positivismo, lo que se desprende del ensayo de Antonio Caso: La perennidad del pensamiento religioso y especulativo.

### Otras obras
- Introducción a la investigación filosófica. México, UNAM, 1978. 178 pp. Enciclopedia Electrónica de la Filosofía Mexicana
- Los seres imaginarios. Ficción y verdad en literatura. México, UCM (Universidad de la Ciudad de México), 2003. 143 pp. (Colección Al margen).
- Mamshi. Cuatro estaciones de mi vida. México, DEMAC (Documentación y Estudios de Mujeres, A.C.), 2004. 89 pp.

### Artículos
- “El último ensayo de Antonio Caso”. En revista Filosofía y Letras de la Facultad de Filosofía y Letras de la UNAM. Tomo XXX, núms. 60-61-62. México, enero-diciembre de 1956, pp. 254-257.
- “Antonio Caso y el positivismo”. En revista Filosofía y Letras de la Facultad de Filosofía y Letras de la UNAM. Tomo XXXI, núms. 63-64-65. México, enero-diciembre de 1957, pp. 113-129.
- “Abelardo Villegas, La filosofía de lo mexicano, Fondo de Cultura Económica, México, 1960”. Reseña bibliográfica. En Dianoia. Anuario de filosofía. Año VII, núm 7. México, 1961, pp. 311-318.
- “Sobre la Fenomenología del relajo”. En Revista de la Universidad de México. Volumen XX, núm. 8. México, abril de 1966, pp. 9-14. “En memoria de José Romano Muñoz”. En Dianoia. Anuario de filosofía. Año XIV. México, 1968, pp. 233-234.
- “Función actual de la filosofía en América latina.” En Ardao, Arturo, y otros, La filosofía actual en América Latina. México, Grijalbo (Colección Teoría y praxis, núm. 25), 1976, pp. 73-83. (Primer Coloquio Nacional de Filosofía, Morelia, Mich., México, 4-9 de agosto de 1975).
- “Mr. Ryle y Mr. Pickwick”. En Teoría. Anuario de Filosofía. Año 1, número 1. México, UNAM, Facultad de Filosofía y Letras, 1980, pp. 335-345.
- “La palabra y la piedra”. En revista Thesis, nueva revista de Filosofía y Letras. Año 1, número 4. México, UNAM-Facultad de Filosofía y Letras, enero de 1980, pp. 65-67.
- “¿Hay una naturaleza femenina?” En: Graciela Hierro y otras. La naturaleza femenina. México, UNAM, 1985. (Tercer Coloquio Nacional de Filosofía), pp. 81-89.
- “Antonio Caso”. En el libro Una aproximación a la historia de las ideas filosóficas en México. Siglo XIX y principios del XX. Coordinación,

### Antologías
- Antonio Caso. Antología filosófica. Prólogo de Samuel Ramos y selección de Rosa Krauze de Kolteniuk. México, UNAM (Biblioteca del estudiante universitario, núm. 80), 1978. 265 pp.
- Antología filosófica. Antonio Caso. Prólogo de Samuel Ramos y selección de Rosa Krauze de Kolteniuk. México, SEP, 1964 (Biblioteca del maestro, núm. 13), 182 pp. [Nota: esta edición es una reproducción de la Antología filosófica publicada por la UNAM].
- “Breve antología de Antonio Caso”. Selección de Rosa Krauze. En Los universitarios. Periódico mensual publicado por la Dirección General de Difusión Cultural de la UNAM.
- Antonio Caso (1883-1946). Homenaje en el primer centenario de su nacimiento. Nueva época, núm. 8. México, UNAM-Dirección General de Difusión Cultural, diciembre de 1983. 31 pp.

### Compilaciones
- Compilación de las Obras Completas de Antonio Caso. XII volúmenes. México, UNAM, 1971-1985.

### Prólogos
- “Prólogo” a La existencia como economía, como desinterés y como caridad. México, IPNUNAM, 1987. 152 pp. [Nota: el prólogo es un capítulo de su obra La filosofía de Antonio Caso].